# Katrin Klumpp
Katrin Klumpp (* 2. September 1979) ist eine ehemalige deutsche Fußballspielerin.

## Karriere
Klumpp gehörte dem FC Bayern München in der Saison 2000/01 an, für den sie in der Bundesliga 11 Punktspiele bestritt und ein Tor erzielte. Ihr Debüt für den Bundesligaaufsteiger gab sie am 22. Oktober 2000 (2. Spieltag) beim 4:1-Sieg im Auswärtsspiel gegen den FFC Flaesheim-Hillen. Ihr einziges Bundesligator war der 3:2-Siegtreffer in der 89. Minute, der ihr am 10. Dezember 2000 (8. Spieltag) im Auswärtsspiel gegen den WSV Wendschott gelang. Ihr letztes Punktspiel bestritt sie am 10. Juni 2001 beim 5:5-Unentschieden im Auswärtsspiel gegen den SC 07 Bad Neuenahr.
In der Folgesaison zum Bundesligaaufsteiger SC Freiburg gewechselt, trug sie mit einem Tor in 15 Punktspielen zum sechsten Platz von zwölf Mannschaften bei. Die Saison 2002/03 schloss sie mit der Mannschaft als Achtplatzierter ab, in der sie in 16 Punktspielen drei Tore erzielte.